# 高見弥市
高見 弥市（たかみ やいち、天保2年（1831年）1月 - 明治29年（1896年）2月28日）は、幕末の志士。名は俊良あるいは祐之。幼名は鹿之助。初名は大石団蔵、後に松元誠一・安藤勇之助と変名した。同じ土佐勤皇党で脱藩浪士の大石弥太郎の従兄弟にあたる。
土佐国香美郡野市村の土佐藩郷士・大石磯平の長男として生まれる。万延元年（1860年）父の没後、家督を継承して久板台場小頭役などを務めた。
文久元年（1861年）土佐勤王党に加盟し、長州に使者として出ている他、薩摩へも視察へ向かった。文久2年（1862年）那須信吾・安岡嘉助と計って、高知城下で土佐藩参政の吉田東洋を暗殺し、首級を鏡川河原に晒す。そのまま脱藩し、京都で久坂玄瑞に保護され、後に薩摩藩士・奈良原繁の養子として薩摩藩に所属するようになる。慶応元年（1865年）薩摩藩第一次英国留学生として、五代友厚らとともにイギリスへ密留学する。イギリスでは森有礼と下宿を共にしながら測量や機関学、数学を学び、慶応3年（1867年）帰国。
維新後は鹿児島県立中学造士館で数学教師となり、明治25年（1892年）沖縄県庁に勤めるも、やがて辞職して鹿児島へ帰った。墓所は多磨霊園(22-1-5-11)

## 関連作品
漫画
- 『お～い!竜馬』（原作：武田鉄矢、作画：小山ゆう、小学館）

テレビドラマ
- 『龍馬伝』（2010年、NHK、大河ドラマ、演：高田将司）